# Lycke Bryggeri
Lycke Bryggeri är ett svenskt mikrobryggeri i Mölnlycke som startades av ägarna till The Old Beefeater Inn i Göteborg. När Poppels Bryggeri skulle växa och flytta våren 2016 tog Old Beefeater Inn över lokaler och komplett bryggutrustning. Bryggeriet är inhyst i den gamla  trådfabriken i Mölnlycke fabriker 
2019 tog Pax Brygghus över varumärket och bryggeriet.
I sortimentet finns produkter som  Lycke Pilsner, Aviator IPA, Atoma en imperial stout som är ett samarbete med All In Brewing, och Manchester Porter som vann klassen Promenad-Porter på Porterfestivalen år 2017. 